# Puchar Świata w biathlonie 2013/2014
Puchar Świata w biathlonie 2013/2014 – 37. edycja zawodów o Puchar Świata w tej dyscyplinie sportu. Cykl rozpoczął się 24 listopada 2013 w szwedzkiej miejscowości Östersund biegiem sztafet mieszanych, zaś zakończył 23 marca 2014 w Oslo biegami ze startu wspólnego. Najważniejszą częścią sezonu były Zimowe Igrzyska Olimpijskie 2014 w Soczi.
Obrończynią Pucharu Świata była Norweżka Tora Berger wśród kobiet, zaś wśród mężczyzn Francuz Martin Fourcade.
Klasyfikację generalną kobiet wygrała po raz drugi w karierze reprezentantka Finlandii Kaisa Mäkäräinen. Finka zdobyła 860 pkt. i o cztery wyprzedziła reprezentantkę Norwegii Torę Berger. Trzecie miejsca z 793 punktami zajęła Białorusinka Darja Domraczewa. Mäkäräinen wygrała również klasyfikację sprintu i biegu pościgowego. Domraczewa najlepsza okazała się w klasyfikacji biegu masowego. W klasyfikacji biegu indywidualnego triumfowała Czeszka Gabriela Soukalová. Klasyfikacje sztafet wygrały Niemki, zaś w Pucharze Narodów najlepsze okazały się Norweżki.
Po anulowanie wyników Olgi Zajcewej z powodu stosowania dopingu i ponownym przeliczeniu punktów najwięcej ich w klasyfikacji generalnej zgromadziła Tora Berger. Federacja biathlonowa zdecydowała, że kryształowa kula zostanie przyznana zarówno Fince, jak i Norweżce.
W klasyfikacji mężczyzn po raz trzeci z rzędu zwyciężył Francuz Martin Fourcade, który zdobył 928 punktów. Drugie miejsce zajął Norweg Emil Hegle Svendsen zdobywając 636 pkt i o pięć wyprzedził swojego rodaka Johannesa Thingnesa Bø. Fourcade zwyciężył także w klasyfikacji sprintu, biegu pościgowego i biegu masowego. Jedyną klasyfikacją indywidualną, której nie wygrał Francuz był bieg indywidualny, gdzie najlepszy okazał się Svendsen. Podobnie jak u pań w klasyfikacji sztafet najlepsi byli Niemcy, zaś w Pucharze Narodów Norwegowie.

## Kalendarz zawodów
- Östersund (24 listopada – 1 grudnia 2013)
- Hochfilzen (6–8 grudnia 2013)
- Le Grand-Bornand (13–15 grudnia 2013)
- Oberhof (3–5 stycznia 2014)
- Ruhpolding (9–12 stycznia 2014)
- Rasen-Antholz (17–19 stycznia 2014)
- Pokljuka (6–9 marca 2014)
- Kontiolahti (13–16 marca 2014)
- Oslo/Holmenkollen (20 marca – 23 marca 2014)

## Wyniki szczegółowe

### Puchar Świata w Östersund
| Data         | Konkurencja       | K/M | Zwycięzcy | Top 10 | Polacy | źr.    |
| ------------ | ----------------- | --- | --- | --- | --- | ------ |
| 24 listopada | Sztafeta mieszana | K/M | 1. Czechy 1:17:05.6 (0+8) (Vítková, Soukalová, Vítek, Moravec) 2. Norwegia +10,2 (1+12) (Berger, Solemdal, Christiansen, Bø) 3. Ukraina +1:11,2 (0+12) (Pidhruszna, Wa. Semerenko, Semenow, Deryzemla) | 4. Włochy · 5. Francja · 6. Rosja · 7. Niemcy · 8. Białoruś · 9. Słowenia · 10. Austria                                                       | · LPD. Polska (7+16) · (Pałka, Gwizdoń, Szczurek, Pływaczyk) | [ 5 ]  |
| 28 listopada | Bieg indywidualny | K   | 1. Gabriela Soukalová 47:56,0 (2) 2. Anastasija Kuźmina +1,2 (2) 3. Marie-Laure Brunet +16,2 (1) | 4. Jekatierina Jurjewa 5. Tiril Eckhoff 6. Darja Domraczewa 7. Nadieżda Skardino 8. Dorothea Wierer 9. Karin Oberhofer 10. Andrea Henkel      | 12. Monika Hojnisz +1:39,1 (4) 26. Krystyna Pałka +2:36,7 (3) 32.Magdalena Gwizdoń +3:26,8 (5) 45. Paulina Bobak +4:43,5 (3) 82. Weronika Nowakowska-Ziemniak +9:08,0 (11) | [ 6 ]  |
| 28 listopada | Bieg indywidualny | M   | 1. Martin Fourcade 50:10,9 (0) 2. Simon Eder +2:06,1 (1) 3. Daniel Mesotitsch +2:20,2 (1) | 4. Jean-Philippe Leguellec 5. Daniel Böhm 6. Lukas Hofer 7. Ondřej Moravec 8. Christian De Lorenzi 9. Klemen Bauer 10. Erik Lesser            | 49. Krzysztof Pływaczyk +6:55,3 (3) 82. Łukasz Szczurek +9:26,2 (4) | [ 7 ]  |
| 29 listopada | Sprint            | K   | 1. Ann Kristin Flatland 20:41,2 (0) 2. Olga Zajcewa +15,9 (0) 3. Tora Berger +22,0 (1) | 4. Darja Domraczewa 5. Irina Starych 6. Gabriela Soukalová 7. Jekatierina Jurjewa 8. Synnøve Solemdal 9. Jana Gereková 10. Anaïs Bescond      | 34. Krystyna Pałka +1:46,7 (2) 38. Monika Hojnisz +1:50,8 (1) 53. Magdalena Gwizdoń +2:25,3 (4) 61. Weronika Nowakowska-Ziemniak +2:32,2 (4) 73. Paulina Bobak +2:53,5 (2) | [ 8 ]  |
| 30 listopada | Sprint            | M   | 1. Martin Fourcade 15:33.30 (1) 2. Fredrik Lindström +6.5 (0) 3. Tim Burke +31.3 (0) | 4. Jean-Guillaume Béatrix 5. Arnd Peiffer 6. Jewgienij Ustiugow 7. Erik Lesser 8. Simon Eder 9. Johannes Thingnes Bø 10. Dominik Landertinger | 91. Krzysztof Pływaczyk +4:01.3 (2) 92. Łukasz Szczurek +4:05.1 (1) | [ 9 ]  |
| 1 grudnia    | Bieg pościgowy    | K   | Zawody zostały odwołane | Zawody zostały odwołane | Zawody zostały odwołane | [ 10 ] |
| 1 grudnia    | Bieg pościgowy    | M   | Zawody zostały odwołane | Zawody zostały odwołane | Zawody zostały odwołane | [ 10 ] |

### Puchar Świata w Hochfilzen
| Data      | Konkurencja    | K/M | Zwycięzcy | Top 10 | Polacy | źr.    |
| --------- | -------------- | --- | --- | --- | --- | ------ |
| 6 grudnia | Sprint         | M   | 1. Lars Berger 25:02,0 (2) 2. Martin Fourcade +13,6 (0) 3. Ole Einar Bjørndalen +15,3 (1) | 4. Tarjei Bø 5. Christoph Sumann 6. Dmytro Pidrucznyj 7. Emil Hegle Svendsen 8. Simon Schempp 9. Serhij Semenow 10. Daniel Böhm                      | 80. Krzysztof Pływaczyk +3:07,0 (3) 86. Łukasz Szczurek +3:26,2 (1) | [ 11 ] |
| 6 grudnia | Sprint         | K   | 1. Selina Gasparin 23:16,9 (1) 2. Veronika Vítková +1,2 (0) 3. Irina Starych +2,1 (0) | 4. Tora Berger 5. Julija Dżima 6. Synnøve Solemdal 7. Marie-Laure Brunet 8. Olga Zajcewa 9. Weronika Nowakowska-Ziemniak 10. Ołena Pidhruszna        | 9. Weronika Nowakowska-Ziemniak +30,5 (2) 11. Krystyna Pałka +39,5 (0) 49. Magdalena Gwizdoń +1:49,1 (3) 56. Monika Hojnisz +1:58,6 (3) 95. Patrycja Hojnisz +3:34, 6(3) | [ 12 ] |
| 7 grudnia | Sztafeta       | M   | 1. Norwegia 1:19:50.8 (0+10) · (Christiansen, Bjørndalen, Bø, Svendsen) · 2. Szwecja +19.3 (0+5) · (Eriksson, Ferry, Lindström, Bergman) · 3. Rosja +21.1 (0+10) · (Wołkow, Ustiugow, Szypulin, Małyszko)          | 4. Austria · 5. Francja · 6. Niemcy · 7. Czechy · 8. Szwajcaria · 9. Kanada · 10. Włochy                                                             | LPD Polska (3+15) (Szczurek, Pływaczyk, Guzik, Lepel) | [ 13 ] |
| 7 grudnia | Sztafeta       | K   | 1. Ukraina 1:13:09.2 (0+3) · (Dżima, Wi. Semerenko, Wa. Semerenko, Pidhruszna) · 2. Niemcy +56.3 (1+7) · (Preuß, Henkel, Hildebrand, Dahlmeier) · 3. Francja +1:00.8 (0+7) · (Brunet, Boilley, Chevalier, Bescond) | 4. Rosja · 5. Norwegia · 6. Słowacja · 7. Białoruś · 8. Stany Zjednoczone · 9. Włochy · 10. Polska                                                   | 10. Polska +3:00.3 (1+10) (Pałka, Gwizdoń, Nowakowska-Ziemniak, Hojnisz)                                                                                                 | [ 14 ] |
| 8 grudnia | Bieg pościgowy | M   | 1. Martin Fourcade 32:43.3 (1) 2. Emil Hegle Svendsen +7.7 (1) 3. Tarjei Bø +17.6 (2) | 4. Jewgienij Ustiugow 5. Ole Einar Bjørndalen 6. Simon Schempp 7. Christoph Sumann 8. Alexis Bœuf 9. Andrejs Rastorgujevs 10. Jean-Guillaume Béatrix | Polacy nie startowali | [ 15 ] |
| 8 grudnia | Bieg pościgowy | K   | 1. Synnøve Solemdal 30:16.2 (1) 2. Julija Dżima +11.5 (0) 3. Krystyna Pałka +15.1 (0) | 4. Veronika Vítková 5. Irina Starych 6. Jekatierina Szumiłowa 7. Wałentyna Semerenko 8. Wita Semerenko 9. Gabriela Soukalová 10. Olga Zajcewa        | 3. Krystyna Pałka +15.1 (0) 17. Weronika Nowakowska-Ziemniak +1:21.1 (3) 28. Monika Hojnisz +2:20.1 (2) 44. Magdalena Gwizdoń +3:41.1 (5)                                | [ 16 ] |

### Puchar Świata w Le Grand-Bornand
| Data       | Konkurencja    | K/M | Zwycięzcy | Top 10 | Polacy | źr.    |
| ---------- | -------------- | --- | --- | --- | --- | ------ |
| 12 grudnia | Sztafeta       | K   | 1. Niemcy 1:06:27.8 (0+3) · (Preuß, Henkel, Hildebrand, Dahlmeier) · 2. Ukraina + 23.3 (0+4) · (Dżima, Wi. Semerenko, Wa. Semerenko, Pidhruszna) · 3. Norwegia +23.8 (0+10) · (Eckhoff, Horn, Solemdal, Berger) | 4. Kanada · 5. Francja · 6. Rosja · 7. Włochy · 8. Stany Zjednoczone · 9. Słowacja · 10. Czechy                                              | LPD Polska (3+12) (Pałka, Gwizdoń, Batożyńska, Bobak                                                                            | [ 17 ] |
| 13 grudnia | Sztafeta       | M   | 1. Rosja 1:14:01.8 (0+5) · (Czeriezow, Łoginow, Garaniczew, Szypulin) · 2. Niemcy +0.3 (0+5) · (Lesser, Birnbacher, Peiffer, Schempp) · 3. Austria +26.8 (0+7) · (Sumann, Mesotitsch, Landertinger, Eder)       | 4. Szwecja · 5. Norwegia · 6. Francja · 7. Szwajcaria · 8. Stany Zjednoczone · 9. Czechy · 10. Ukraina                                       | Polacy nie startowali | [ 18 ] |
| 14 grudnia | Sprint         | M   | 1. Johannes Thingnes Bø 22:06.7 (0) 2. Ondřej Moravec +32.9 (0) 3. Martin Fourcade +37.1 (1) | 4. Dmitrij Małyszko 5. Simon Schempp 6. Daniel Mesotitsch 7. Lukas Hofer 8. Fredrik Lindström 9. Erik Lesser 10. Anton Szypulin              | 85. Krzysztof Pływaczyk +3:13.6 (3) 101. Grzegorz Guzik +4:59.3 (4)                                                             | [ 19 ] |
| 14 grudnia | Sprint         | K   | 1. Selina Gasparin 20:51.4 (0) 2. Kaisa Mäkäräinen +8.3 (1) 3. Wałentyna Semerenko +11.5 (1) | 4. Gabriela Soukalová 5. Olga Wiłuchina 6. Franziska Preuß 6. Franziska Hildebrand 8. Ołena Pidhruszna 9. Krystyna Pałka 10. Laura Dahlmeier | 9. Krystyna Pałka +27.1 (0) 41. Paulina Bobak +1:28.3 (0) 43. Magdalena Gwizdoń +1:31.1 (3) 89. Karolina Batożyńska +3:18.3 (1) | [ 20 ] |
| 15 grudnia | Bieg pościgowy | M   | 1. Johannes Thingnes Bø 31:43.7 (1) 2. Erik Lesser +37.5 (0) 3. Dmitrij Małyszko +39.1 (1) | 4. Carl Johan Bergman 5. Benjamin Weger dsq Aleksandr Łoginow 6. Christoph Stephan 7. Nathan Smith 8. Jewgienij Garaniczew 9. Lukas Hofer    | Polacy nie startowali | [ 21 ] |
| 15 grudnia | Bieg pościgowy | K   | 1. Wałentyna Semerenko 28:05.4 (1) 2. Irina Starych +4.2 (0) 3. Tiril Eckhoff +15.5 (1) | 4. Gabriela Soukalová 5. Laura Dahlmeier 6. Selina Gasparin 7. Olga Zajcewa 8. Anaïs Bescond 9. Olga Wiłuchina 10. Ołena Pidhruszna          | 18. Krystyna Pałka +1:43.2 (3) 22. Magdalena Gwizdoń +1:57.2 (3) 45. Paulina Bobak +3:39.5 (2)                                  | [ 22 ] |

### Puchar Świata w Oberhofie
| Data       | Konkurencja    | K/M | Zwycięzcy                                                                                           | Top 10 | Polacy | źr.    |
| ---------- | -------------- | --- | --------------------------------------------------------------------------------------------------- | --- | --- | ------ |
| 3 stycznia | Sprint         | M   | 1. Emil Hegle Svendsen 26:44.3 (2) 2. Ole Einar Bjørndalen +0.4 (2) 3. Martin Fourcade +21.7 (3)    | 4. Jewgienij Ustiugow 5. Artem Pryma 6. Kauri Kõiv 7. Aleksiej Wołkow 8. Arnd Peiffer 9. Dominik Landertinger 10. Johannes Thingnes Bø                          | 62. Łukasz Szczurek +2:59.0 (2) 76. Krzysztof Pływaczyk +3:53.7 (5) | [ 23 ] |
| 3 stycznia | Sprint         | K   | 1. Darja Domraczewa 23:06.7 (1) 2. Kaisa Mäkäräinen 3. Ołena Pidhruszna                             | 4. Tora Berger 5. Ann Kristin Flatland 6. Wałentyna Semerenko 7. Evi Sachenbacher-Stehle 8. Weronika Nowakowska-Ziemniak 9. Dorothea Wierer 10. Tiril Eckhoff   | 8. Weronika Nowakowska-Ziemniak +1:20.2 (2) 16. Magdalena Gwizdoń +1:43.8 (2) 23. Krystyna Pałka +2:03.0 (2) 42. Monika Hojnisz 50. Paulina Bobak +3:08.8 (2)              | [ 24 ] |
| 4 stycznia | Bieg pościgowy | M   | 1. Emil Hegle Svendsen 34:47.7 (1) 2. Ole Einar Bjørndalen +35.6 (2) 3. Martin Fourcade +1:00.0 (2) | 4. Andrejs Rastorgujevs 5. Michal Šlesingr 6. Johannes Thingnes Bø 7. Anton Szypulin 8. Benjamin Weger 9. Dominik Landertinger 10. Jewgienij Ustiugow           | Polacy nie startowali | [ 25 ] |
| 4 stycznia | Bieg pościgowy | K   | 1. Darja Domraczewa 33:35.8 (3) 2. Kaisa Mäkäräinen +34.6 (3) 3. Synnøve Solemdal +1:11.7 (2)       | 4. Tora Berger 5. Olga Wiłuchina 6. Ann Kristin Flatland 7. Evi Sachenbacher-Stehle 8. Ołena Pidhruszna 9. Wałentyna Semerenko 10. Weronika Nowakowska-Ziemniak | 10. Weronika Nowakowska-Ziemniak +2:15.0 (3) 17. Krystyna Pałka +2:49.1 (3) 18. Monika Hojnisz +2:58.0 (3) 41. Magdalena Gwizdoń +5:16.7 (8) 52. Paulina Bobak +8:05.7 (7) | [ 26 ] |
| 5 stycznia | Bieg masowy    | M   | 1. Martin Fourcade 37:39.4 (1) 2. Aleksiej Wołkow +5.2 (0) 3. Tarjei Bø +19.0 (2)                   | 4. Andreas Birnbacher 5. Ondřej Moravec 6. Dominik Landertinger 7. Lukas Hofer dsq Aleksandr Łoginow 8. Tim Burke 9. Dmitrij Małyszko                           | Polacy nie startowali. | [ 27 ] |
| 5 stycznia | Bieg masowy    | K   | 1. Tora Berger 37:59.0 (1) 2. Synnøve Solemdal +17.5 (0) 3. Darja Domraczewa +17.8 (2)              | 4. Andrea Henkel 5. Kaisa Mäkäräinen 6. Krystyna Pałka 7. Anastasija Kuźmina 8. Julija Dżima 9. Olga Wiłuchina 10. Franziska Hildebrand                         | 6. Krystyna Pałka +1:01.7 (1) 29. Weronika Nowakowska-Ziemniak +4:36.1 (7)                                                                                                 | [ 28 ] |

### Puchar Świata w Ruhpolding
| Data        | Konkurencja       | K/M | Zwycięzcy | Top 10 | Polacy | źr.    |
| ----------- | ----------------- | --- | --- | --- | --- | ------ |
| 8 stycznia  | Sztafeta          | K   | 1. Rosja 1:09:42.2 (0+7) · (Głazyrina, Zajcewa, Starych, Wiłuchina) · 2. Niemcy +6.2(1+5) · (Preuß, Sachenbacher-Stehle, Dahlmeier, Hildebrand) · 3. Norwegia +16.7 (2+8) · (Eckhoff, Flatland, Solemdal, Berger) | 4. Ukraina · 5. Francja · 6. Białoruś · 7. Czechy · 8. Włochy · 9. Polska · 10. Szwajcaria                                                 | 9. Polska +1:43.8 (1+11) (Pałka, Gwizdoń, Nowakowska-Ziemniak, M. Hojnisz)                                                                                                 | [ 29 ] |
| 9 stycznia  | Sztafeta          | M   | 1. Austria 1:15:40.9 (0+8) · (Sumann, Mesotitsch, Eder, Landertinger) · 2. Niemcy +0.1 (0+9) · (Stephan, Birnbacher, Lesser, Schempp) · 3. Rosja +14.9 (0+7) · (Wołkow, Ustiugow, Małyszko, Szypulin)             | 4. Szwecja · 5. Czechy · 6. Włochy · 7. Słowenia · 8. Kanada · 9. Norwegia · 10. Francja                                                   | LAP Polska (2+10) (Pływaczyk, Szczurek, Guzik, Słonina) | [ 30 ] |
| 10 stycznia | Bieg indywidualny | K   | 1. Gabriela Soukalová 40:32.6 (1) 2. Darja Domraczewa +34.3 (2) 3. Veronika Vítková +38.6 (0) | 4. Franziska Hildebrand 5. Tora Berger 6. Julija Dżima 7. Nadieżda Skardino 8. Wałentyna Semerenko 9. Laure Soulié 10. Kaisa Mäkäräinen    | 20. Weronika Nowakowska-Ziemniak +2:16.0 (3) 48. Krystyna Pałka +4:11.4 (3) 49. Monika Hojnisz +4:12.2 (3) 51. Magdalena Gwizdoń +4:16.5 (3) 76. Paulina Bobak +7:06.8 (4) | [ 31 ] |
| 11 stycznia | Bieg indywidualny | M   | 1. Emil Hegle Svendsen 48:58.5 (1) 2. Aleksiej Wołkow +14.6 (0) 3. Jewgienij Ustiugow +16.5 (1) | 4. Jakov Fak 5. Dominik Landertinger 6. Dmitrij Małyszko 7. Simon Fourcade 8. Johannes Thingnes Bø 9. Simon Schempp 10. Jaroslav Soukup    | 72. Krzysztof Pływaczyk +6:25.0 (4) 78. Łukasz Szczurek +7:16.3 (3) | [ 32 ] |
| 12 stycznia | Bieg pościgowy    | M   | 1. Emil Hegle Svendsen 32:38.2 (0) 2. Jakov Fak +18.0 (0) 3. Jewgienij Garaniczew +21.4 (1) | 4. Simon Eder 5. Simon Fourcade 6. Tarjei Bø 7. Dominik Landertinger 8. Christoph Sumann 9. Dmitrij Małyszko 10. Alexis Bœuf               | Polacy nie startowali. | [ 33 ] |
| 12 stycznia | Bieg pościgowy    | K   | 1. Gabriela Soukalová 30:39.8 (0) 2. Tora Berger +9.7 (1) 3. Kaisa Mäkäräinen +38.9 (3) | 4. Franziska Preuß 5. Veronika Vítková 6. Julija Dżima 7. Tiril Eckhoff 8. Wałentyna Semerenko 9. Nadieżda Skardino 10. Marie-Laure Brunet | 24. Weronika Nowakowska-Ziemniak +2:25.3 (4) 26. Krystyna Pałka +2:36.1 (1) 41. Magdalena Gwizdoń +4:02.4 (4) 49. Monika Hojnisz +5:02.6 (2)                               | [ 34 ] |

### Puchar Świata w Rasen-Antholz
| Data        | Konkurencja    | K/M | Zwycięzcy | Top 10 | Polacy | źr.    |
| ----------- | -------------- | --- | --- | --- | --- | ------ |
| 16 stycznia | Sprint         | K   | 1. Anaïs Bescond 20:30.2 (1) 2. Andrea Henkel +6.7 (0) 3. Darja Domraczewa +10.1 (2) | 4. Susan Dunklee 5. Jana Romanowa 6. Tora Berger 7. Franziska Preuß 8. Nadieżda Skardino 9. Kaisa Mäkäräinen 10. Olga Wiłuchina              | 20. Monika Hojnisz +48.4 (1) 33. Krystyna Pałka +1:19.1 (1) 36. Weronika Nowakowska-Ziemniak +1:22.6 (3) 45. Paulina Bobak +1:50.5 (1) 53. Magdalena Gwizdoń +2:00.0 (3)   | [ 35 ] |
| 17 stycznia | Sprint         | M   | =1. Lukas Hofer 24:44.9 (1) =1. Simon Schempp 24:44.9 (0) 3. Arnd Peiffer +4.3 (0) | 4. Dominik Landertinger 5. Martin Fourcade 6. Björn Ferry 7. Jean-Guillaume Béatrix 8. Brendan Green 9. Krasimir Anew 10. Henrik L’Abée-Lund | 67. Krzysztof Pływaczyk +2:27.7 (2) 82. Łukasz Szczurek +3:01.9 (1) | [ 37 ] |
| 18 stycznia | Bieg pościgowy | K   | 1. Andrea Henkel 31:04.5 (0) 2. Nadieżda Skardino +1.6 (0) 3. Tora Berger +6.6 (3) | 4. Tiril Eckhoff 5. Darja Domraczewa 6. Teja Gregorin 7. Laura Dahlmeier 8. Anastasija Kuźmina 9. Kaisa Mäkäräinen 10. Song Chaoqing         | 15. Weronika Nowakowska-Ziemniak +1:42.8 (4) 18. Monika Hojnisz +1:58.9 (3) 32. Magdalena Gwizdoń +3:11.0 (3) 33. Krystyna Pałka +3:12.6 (4) 34. Paulina Bobak +3:19.8 (2) | [ 38 ] |
| 18 stycznia | Bieg pościgowy | M   | 1. Simon Schempp 31:20.6 (2) 2. Jean-Guillaume Béatrix +1.5 (1) 3. Henrik L’Abée-Lund +4.8 (2) | 4. Ole Einar Bjørndalen 5. Arnd Peiffer 6. Björn Ferry 7. Krasimir Anew 8. Dominik Landertinger 9. Martin Fourcade 10. Simon Fourcade        | Polacy nie startowali. | [ 39 ] |
| 19 stycznia | Sztafeta       | M   | 1. Francja 1:14:34.1 (0+4) · (S. Fourcade, Bœuf, Béatrix, M. Fourcade) · 2. Szwecja +2.6 (1+5) · (Arwidson, Ferry, Lindström, Bergman) · 3. Niemcy +38.8 (1+10) · (Lesser, Birnbacher, Peiffer, Schempp) | 4. Norwegia · 5. Austria · 6. Kanada · 7. Białoruś · 8. Rosja · 9. Szwajcaria · 10. Słowacja                                                 | Polacy nie startowali | [ 40 ] |
| 19 stycznia | Sztafeta       | K   | Zawody zostały odwołane | Zawody zostały odwołane | Zawody zostały odwołane |        |

### Puchar Świata w Pokljuce
| Data    | Konkurencja    | K/M | Zwycięzcy                                                                                       | Top 10 | Polacy | źr.    |
| ------- | -------------- | --- | ----------------------------------------------------------------------------------------------- | --- | --- | ------ |
| 6 marca | Sprint         | M   | 1. Björn Ferry 25:03.5 (1) 2. Anton Szypulin +1.5 (0) 3. Arnd Peiffer +2.7 (1)                  | 4. Dmitrij Małyszko 5. Dominik Landertinger 6. Ole Einar Bjørndalen 7. Martin Fourcade 8. Lukas Hofer 9. Andrejs Rastorgujevs 10. Jean-Guillaume Béatrix | Polacy nie startowali | [ 41 ] |
| 6 marca | Sprint         | K   | 1. Katharina Innerhofer 21:19.1 (0) 2. Darja Wirołajnen +9.2 (0) 3. Nadieżda Skardino +12.1 (0) | 4. Kaisa Mäkäräinen 5. Dorothea Wierer 6. Tora Berger 7. Tiril Eckhoff 8. Ludmiła Kalinczyk 9. Mari Laukkanen 10. Marte Olsbu                            | 11. Magdalena Gwizdoń +55.5 (1) 36. Krystyna Pałka +2:02.5 (2) 37. Monika Hojnisz +2:02.6 (2) 56. Weronika Nowakowska-Ziemniak +2:34.2 (4) | [ 42 ] |
| 8 marca | Bieg pościgowy | M   | 1. Anton Szypulin 31:02.8 (1) 2. Björn Ferry +8.6 (2) 3. Ole Einar Bjørndalen +27.4 (2)         | 4. Dmitrij Małyszko 5. Dominik Landertinger 6. Jakov Fak 7. Martin Fourcade 8. Simon Eder 9. Andrejs Rastorgujevs 10. Lowell Bailey                      | Polacy nie startowali | [ 43 ] |
| 8 marca | Bieg pościgowy | K   | 1. Kaisa Mäkäräinen 32:01.0 (2) 2. Tora Berger +19.7 (2) 3. Dorothea Wierer +54.5 (3)           | 4. Darja Domraczewa 5. Tiril Eckhoff 6. Andrea Henkel 7. Katharina Innerhofer 8. Olga Wiłuchina 9. Darja Wirołajnen 10. Selina Gasparin                  | 21. Magdalena Gwizdoń +3:28.4 (6) 34. Monika Hojnisz +4:26.5 (5) DNS Krystyna Pałka DNS Weronika Nowakowska-Ziemniak                       | [ 44 ] |
| 9 marca | Bieg masowy    | M   | 1. Björn Ferry 35:19.3 (0) 2. Martin Fourcade +4.7 (0) 3. Jewgienij Ustiugow +12.5 (0)          | 4. Emil Hegle Svendsen 5. Johannes Thingnes Bø 6. Jean-Guillaume Béatrix 7. Tim Burke 8. Daniel Böhm 9. Ole Einar Bjørndalen dsq Aleksandr Łoginow       | Polacy nie startowali | [ 45 ] |
| 9 marca | Bieg masowy    | K   | 1. Darja Domraczewa 36:16.4 (2) 2. Kaisa Mäkäräinen +22.2 (2) 3. Olga Zajcewa +35.9 (1)         | 4. Anastasija Kuźmina 5. Tiril Eckhoff 6. Olga Wiłuchina 7. Nadieżda Skardino 8. Tora Berger 9. Julija Dżima 10. Ludmiła Kalinczyk                       | 13. Weronika Nowakowska-Ziemniak +2:05.3 (3) 22. Krystyna Pałka +2:54.2 (2) 25. Magdalena Gwizdoń +3:06.4 (4)                              | [ 46 ] |

### Puchar Świata w Kontiolahti
| Data     | Konkurencja    | K/M | Zwycięzcy                                                                                      | Top 10 | Polacy | źr.    |
| -------- | -------------- | --- | ---------------------------------------------------------------------------------------------- | --- | --- | ------ |
| 13 marca | Sprint         | M   | 1. Johannes Thingnes Bø 23:33.2 (0) 2. Martin Fourcade +7.1 (0) 3. Arnd Peiffer +7.2 (1)       | 4. Dmitrij Małyszko 5. Ole Einar Bjørndalen 6. Ondřej Moravec 7. Fredrik Lindström 8. Emil Hegle Svendsen 9. Benedikt Doll 10. Simon Schempp | 85. Mateusz Janik +5:05.3 (2) 86. Rafał Penar +5:38.1 (1)                                                                                    | [ 47 ] |
| 13 marca | Sprint         | K   | 1. Kaisa Mäkäräinen 20:36.3 (1) 2. Olga Zajcewa +6.1 (0) 3. Mari Laukkanen +22.7 (0)           | 4. Tora Berger 5. Olga Wiłuchina 6. Veronika Vítková 7. Gabriela Soukalová 8. Franziska Hildebrand 9. Magdalena Gwizdoń 10. Paulína Fialková | 9. Magdalena Gwizdoń +1:01.0 (1) 16. Monika Hojnisz +1:13.9 (0) 17. Weronika Nowakowska-Ziemniak +1:14.0 (1)                                 | [ 48 ] |
| 15 marca | Sprint         | M   | 1. Johannes Thingnes Bø 24:03.5 (0) dsq Aleksandr Łoginow +18.5 (0) 2. Lowell Bailey +19.4 (0) | 3. Ondřej Moravec 4. Carl Johan Bergman 5. Emil Hegle Svendsen 6. Lukas Hofer 7. Nathan Smith 8. Dmitrij Małyszko 9. Lars Helge Birkeland    | 85. Rafał Penar +4:51.6 (2) 86. Mateusz Janik +6:46.6 (6)                                                                                    | [ 49 ] |
| 15 marca | Sprint         | K   | 1. Kaisa Mäkäräinen 20:53.6 (1) 2. Tora Berger +6.2 (0) 3. Gabriela Soukalová +12.9 (0)        | 4. Anastasija Kuźmina 5. Selina Gasparin 6. Olga Zajcewa 7. Dorothea Wierer 8. Susan Dunklee 9. Andrea Henkel 10. Olga Wiłuchina             | 24. Weronika Nowakowska-Ziemniak +1:15.4 (1) 36. Magdalena Gwizdoń +1:44.4 (2) 46. Monika Hojnisz +1:54.8 (1) 50. Krystyna Pałka +2:03.8 (1) | [ 50 ] |
| 16 marca | Bieg pościgowy | M   | 1. Johannes Thingnes Bø 33:37.1 (5) 2. Martin Fourcade +16.3 (3) 3. Björn Ferry +20.4 (3)      | 4. Lars Helge Birkeland 5. Klemen Bauer 6. Andrejs Rastorgujevs 7. Benedikt Doll 8. Dominik Landertinger 9. Simon Schempp 10. Nathan Smith   | Polacy nie startowali | [ 51 ] |
| 16 marca | Bieg pościgowy | K   | 1. Kaisa Mäkäräinen 30:52.0 (2) 2. Darja Domraczewa +1:0.0 (1) 3. Olga Zajcewa +1:54.3 (5)     | 4. Teja Gregorin 5. Tora Berger 6. Veronika Vítková 7. Susan Dunklee 8. Anaïs Chevalier 9. Marie Dorin Habert 10. Anastasija Kuźmina         | 12. Magdalena Gwizdoń +3:16.3 (3) 21. Weronika Nowakowska-Ziemniak +3:44.4 (4) 45. Krystyna Pałka +5:09.6 (5) 50. Monika Hojnisz +5:33.4 (6) | [ 52 ] |

### Puchar Świata w Oslo-Holmenkollen
| Data     | Konkurencja    | K/M | Zwycięzcy                                                                                  | Top 10 | Polacy | źr.    |
| -------- | -------------- | --- | ------------------------------------------------------------------------------------------ | --- | --- | ------ |
| 20 marca | Sprint         | K   | 1. Darja Domraczewa 22:18.8 (1) 2. Tora Berger +10.7 (0) 3. Susan Dunklee +33.0 (0)        | 4. Olga Wiłuchina 5. Gabriela Soukalová 6. Anastasija Kuźmina 7. Ann Kristin Flatland 8. Andreja Mali 9. Fanny Welle-Strand Horn 10. Laura Dahlmeier | 13. Magdalena Gwizdoń +1:10.7 (2) 26. Krystyna Pałka +1:34.3 (2) 43. Monika Hojnisz +2:05.2 (3) 46. Weronika Nowakowska-Ziemniak +2:12.0 (3) | [ 54 ] |
| 20 marca | Sprint         | M   | 1. Jakov Fak 26:05.9 (1) 2. Jewgienij Garaniczew +13.9 (0) 3. Björn Ferry +14.3 (0)        | dsq Aleksandr Łoginow 4. Andrejs Rastorgujevs 5. Simon Eder 6. Simon Desthieux 6. Lars Berger 8. Jaroslav Soukup 9. Emil Hegle Svendsen              | 95. Mateusz Janik +6:17.2 (4) 97. Rafał Penar +7:09.4 (5)                                                                                    | [ 55 ] |
| 22 marca | Bieg pościgowy | M   | 1. Anastasija Kuźmina 30:29.1 (2) 2. Tora Berger +41.8 (4) 3. Olga Wiłuchina +54.0 (2)     | 4. Kaisa Mäkäräinen 5. Darja Domraczewa 6. Susan Dunklee 7. Marie Dorin Habert 8. Wita Semerenko 9. Ann Kristin Flatland 10. Fanny Welle-Strand Horn | 28. Krystyna Pałka +3:05.8 (3) 33. Magdalena Gwizdoń +3:37.9 (7) 52. Monika Hojnisz +6:45.2 (9) DNS Weronika Nowakowska-Ziemniak             | [ 56 ] |
| 22 marca | Bieg pościgowy | K   | 1. Simon Eder 32:23.4 (0) dsq Aleksandr Łoginow +12.7 (1) 2. Björn Ferry +20.7 (1)         | 3. Carl Johan Bergman 4. Martin Fourcade 5. Aleksiej Wołkow 6. Arnd Peiffer 7. Jakov Fak 8. Jewgienij Garaniczew 9. Jaroslav Soukup                  | Polacy nie startowali | [ 57 ] |
| 23 marca | Bieg masowy    | K   | 1. Anastasija Kuźmina 39:44.8 (4) 2. Teja Gregorin +3.8 (2) 3. Marie Dorin Habert +8.3 (3) | 4. Darja Domraczewa 5. Olga Zajcewa 6. Laura Dahlmeier 7. Kaisa Mäkäräinen 8. Rosanna Crawford 9. Olga Wiłuchina 10. Anaïs Bescond                   | 22. Krystyna Pałka +2:05.2 (2) 26. Weronika Nowakowska-Ziemniak +2:59.8 (5)                                                                  | [ 58 ] |
| 23 marca | Bieg masowy    | M   | 1. Martin Fourcade 40:59.9 (1) 2. Dominik Landertinger +7.0 (0) 3. Jakov Fak +32.9 (2)     | 4. Simon Desthieux 5. Ole Einar Bjørndalen 6. Jewgienij Garaniczew 7. Andrejs Rastorgujevs 8. Arnd Peiffer 9. Tim Burke 10. Jean-Guillaume Béatrix   | Polacy nie startowali | [ 59 ] |

## Klasyfikacje

### Kobiety
| Miejsce | Zawodniczka         | Punkty |
| ------- | ------------------- | ------ |
| 1.      | Kaisa Mäkäräinen    | 860    |
| 2.      | Tora Berger         | 856    |
| 3.      | Darja Domraczewa    | 793    |
| 4.      | Gabriela Soukalová  | 613    |
| 5.      | Olga Wiłuchina      | 612    |
| 6.      | Anastasija Kuźmina  | 606    |
| 7.      | Tiril Eckhoff       | 566    |
| 8.      | Wałentyna Semerenko | 553    |
| 9.      | Veronika Vítková    | 551    |
| 10.     | Andrea Henkel       | 541    |

| Miejsce | Zawodniczka          | Punkty |
| ------- | -------------------- | ------ |
| 11.     | Selina Gasparin      | 495    |
| 12.     | Olga Zajcewa         | 455    |
| 13.     | Teja Gregorin        | 437    |
| 14.     | Franziska Hildebrand | 411    |
| 15.     | Laura Dahlmeier      | 408    |
| 16.     | Dorothea Wierer      | 399    |
| 17.     | Nadieżda Skardino    | 397    |
| 18.     | Julija Dżima         | 379    |
| 19.     | Franziska Preuß      | 377    |
| 20.     | Ann Kristin Flatland | 361    |

| Miejsce | Zawodniczka          | Punkty |
| ------- | -------------------- | ------ |
| 1.      | Gabriela Soukalová   | 120    |
| 2.      | Darja Domraczewa     | 92     |
| 3.      | Anastasija Kuźmina   | 84     |
| 4.      | Nadieżda Skardino    | 72     |
| 5.      | Franziska Hildebrand | 71     |
| 6.      | Marie-Laure Brunet   | 68     |
| 7.      | Dorothea Wierer      | 60     |
| 8.      | Wałentyna Semerenko  | 59     |
| 9.      | Tora Berger          | 58     |
| 10.     | Tiril Eckhoff        | 56     |

| Miejsce | Zawodniczka         | Punkty |
| ------- | ------------------- | ------ |
| 1.      | Kaisa Mäkäräinen    | 367    |
| 2.      | Tora Berger         | 361    |
| 3.      | Darja Domraczewa    | 254    |
| 4.      | Olga Wiłuchina      | 246    |
| 5.      | Gabriela Soukalová  | 238    |
| 6.      | Selina Gasparin     | 233    |
| 7.      | Veronika Vítková    | 211    |
| 8.      | Olga Zajcewa        | 202    |
| 9.      | Tiril Eckhoff       | 187    |
| 10.     | Wałentyna Semerenko | 186    |

| Miejsce | Zawodniczka         | Punkty |
| ------- | ------------------- | ------ |
| 1.      | Kaisa Mäkäräinen    | 350    |
| 2.      | Tora Berger         | 319    |
| 3.      | Darja Domraczewa    | 296    |
| 4.      | Olga Wiłuchina      | 241    |
| 5.      | Tiril Eckhoff       | 236    |
| 6.      | Wałentyna Semerenko | 233    |
| 7.      | Veronika Vítková    | 216    |
| 8.      | Andrea Henkel       | 207    |
| 9.      | Anastasija Kuźmina  | 204    |
| 10.     | Gabriela Soukalová  | 203    |

| Miejsce | Zawodniczka        | Punkty |
| ------- | ------------------ | ------ |
| 1.      | Darja Domraczewa   | 154    |
| 2.      | Anastasija Kuźmina | 139    |
| 3.      | Kaisa Mäkäräinen   | 130    |
| 4.      | Tora Berger        | 121    |
| 5.      | Olga Wiłuchina     | 102    |
| 6.      | Andrea Henkel      | 100    |
| 7.      | Olga Zajcewa       | 88     |
| 8.      | Tiril Eckhoff      | 87     |
| 9.      | Julija Dżima       | 83     |
| 10.     | Selina Gasparin    | 79     |

| Miejsce | Reprezentacja | Punkty |
| ------- | ------------- | ------ |
| 1.      | Niemcy        | 168    |
| 2.      | Ukraina       | 157    |
| 3.      | Rosja         | 141    |
| 4.      | Norwegia      | 136    |
| 5.      | Francja       | 128    |
| 6.      | Białoruś      | 103    |
| 7.      | Kanada        | 102    |
| 8.      | Włochy        | 102    |
| 9.      | Słowacja      | 100    |
| 10.     | Czechy        | 96     |

| Miejsce | Reprezentacja | Punkty |
| ------- | ------------- | ------ |
| 1.      | Norwegia      | 5604   |
| 2.      | Rosja         | 5453   |
| 3.      | Niemcy        | 5422   |
| 4.      | Ukraina       | 5337   |
| 5.      | Francja       | 4938   |
| 6.      | Białoruś      | 4720   |
| 7.      | Czechy        | 4674   |
| 8.      | Polska        | 4410   |
| 9.      | Włochy        | 4402   |
| 10.     | Kanada        | 4153   |

### Mężczyźni
| Miejsce | Zawodnik             | Punkty |
| ------- | -------------------- | ------ |
| 1.      | Martin Fourcade      | 928    |
| 2.      | Emil Hegle Svendsen  | 636    |
| 3.      | Johannes Thingnes Bø | 631    |
| 4.      | Dominik Landertinger | 611    |
| 5.      | Simon Eder           | 578    |
| 6.      | Ole Einar Bjørndalen | 556    |
| 7.      | Arnd Peiffer         | 547    |
| 8.      | Anton Szypulin       | 544    |
| 9.      | Björn Ferry          | 542    |
| 10.     | Simon Schempp        | 521    |

| Miejsce | Zawodnik               | Punkty |
| ------- | ---------------------- | ------ |
| 11.     | Dmitrij Małyszko       | 508    |
| 12.     | Jakov Fak              | 492    |
| 13.     | Jean-Guillaume Béatrix | 478    |
| 14.     | Lukas Hofer            | 465    |
| 15.     | Ondřej Moravec         | 465    |
| 16.     | Andrejs Rastorgujevs   | 445    |
| 17.     | Fredrik Lindström      | 438    |
| 18.     | Jewgienij Ustiugow     | 434    |
| 19.     | Lowell Bailey          | 434    |
| dsq     | Aleksandr Łoginow      | 422    |

| Miejsce | Zawodnik             | Punkty |
| ------- | -------------------- | ------ |
| 1.      | Emil Hegle Svendsen  | 83     |
| 2.      | Simon Eder           | 79     |
| 3.      | Jewgienij Ustiugow   | 76     |
| 4.      | Aleksiej Wołkow      | 75     |
| 5.      | Christian De Lorenzi | 65     |
| 6.      | Simon Fourcade       | 65     |
| 7.      | Martin Fourcade      | 60     |
| 8.      | Daniel Böhm          | 59     |
| 9.      | Dominik Landertinger | 57     |
| 10.     | Serhij Semenow       | 57     |

| Miejsce | Zawodnik             | Punkty |
| ------- | -------------------- | ------ |
| 1.      | Martin Fourcade      | 400    |
| 2.      | Arnd Peiffer         | 286    |
| 3.      | Johannes Thingnes Bø | 277    |
| 4.      | Ole Einar Bjørndalen | 260    |
| 5.      | Dominik Landertinger | 250    |
| 6.      | Emil Hegle Svendsen  | 237    |
| 7.      | Anton Szypulin       | 232    |
| 8.      | Lukas Hofer          | 227    |
| 9.      | Simon Eder           | 224    |
| 10.     | Dmitrij Małyszko     | 220    |

| Miejsce | Zawodnik             | Punkty |
| ------- | -------------------- | ------ |
| 1.      | Martin Fourcade      | 294    |
| 2.      | Simon Eder           | 235    |
| 3.      | Anton Szypulin       | 234    |
| 4.      | Björn Ferry          | 233    |
| 5.      | Johannes Thingnes Bø | 224    |
| 6.      | Simon Schempp        | 218    |
| 7.      | Emil Hegle Svendsen  | 276    |
| 8.      | Dominik Landertinger | 205    |
| 9.      | Ole Einar Bjørndalen | 194    |
| 10.     | Jakov Fak            | 191    |

| Miejsce | Zawodnik               | Punkty |
| ------- | ---------------------- | ------ |
| 1.      | Martin Fourcade        | 174    |
| 2.      | Dominik Landertinger   | 109    |
| 3.      | Emil Hegle Svendsen    | 100    |
| 4.      | Tim Burke              | 100    |
| 5.      | Simon Desthieux        | 99     |
| 6.      | Jean-Guillaume Béatrix | 93     |
| 7.      | Andrejs Rastorgujevs   | 93     |
| 8.      | Ole Einar Bjørndalen   | 92     |
| 9.      | Ondřej Moravec         | 85     |
| 10.     | Johannes Thingnes Bø   | 82     |

| Miejsce | Reprezentacja | Punkty |
| ------- | ------------- | ------ |
| 1.      | Niemcy        | 194    |
| 2.      | Szwecja       | 194    |
| 3.      | Austria       | 191    |
| 4.      | Rosja         | 190    |
| 5.      | Norwegia      | 175    |
| 6.      | Francja       | 169    |
| 7.      | Czechy        | 137    |
| 8.      | Szwajcaria    | 130    |
| 9.      | Słowenia      | 120    |
| 10.     | Ukraina       | 118    |

| Miejsce | Reprezentacja | Punkty |
| ------- | ------------- | ------ |
| 1.      | Norwegia      | 5937   |
| 2.      | Rosja         | 5897   |
| 3.      | Niemcy        | 5806   |
| 4.      | Austria       | 5721   |
| 5.      | Francja       | 5678   |
| 6.      | Szwecja       | 5405   |
| 7.      | Czechy        | 4893   |
| 8.      | Ukraina       | 4509   |
| 9.      | Słowenia      | 4241   |
| 10.     | Włochy        | 4175   |

### Sztafety mieszane
| Miejsce | Reprezentacja | Punkty |
| ------- | ------------- | ------ |
| 1.      | Czechy        | 60     |
| 2.      | Norwegia      | 54     |
| 3.      | Ukraina       | 48     |
| 4.      | Włochy        | 43     |
| 5.      | Francja       | 40     |
| 6.      | Rosja         | 38     |
| 7.      | Niemcy        | 36     |
| 8.      | Białoruś      | 34     |
| 9.      | Słowenia      | 32     |
| 10.     | Austria       | 31     |

| Miejsce | Reprezentacja     | Punkty |
| ------- | ----------------- | ------ |
| 11.     | Kanada            | 30     |
| 12.     | Stany Zjednoczone | 29     |
| 13.     | Szwecja           | 28     |
| 14.     | Słowacja          | 27     |
| 15.     | Litwa             | 26     |
| 16.     | Finlandia         | 25     |
| 17.     | Szwajcaria        | 24     |
| 18.     | Rumunia           | 23     |
| 19.     | Japonia           | 22     |
| 20.     | Polska            | 21     |

## Wyniki Polaków

### Indywidualnie
Kobiety
| Zawodniczka         | IN | SP | SP | PU | SP | PU | SP | PU | MS | IN | PU | SP | PU | SP | PU  | MS | SP | SP | PU | SP | PU  | MS |
| Batożyńska          | –  | –  | –  | –  | 89 | –  | –  | –  | –  | –  | –  | –  | –  | –  | –   | –  | –  | –  | –  | –  | –   | –  |
| Bobak               | 45 | 73 | –  | –  | 41 | 45 | 50 | 52 | –  | 76 | –  | 45 | 34 | –  | –   | –  | –  | –  | –  | –  | –   | –  |
| Gwizdoń             | 32 | 53 | 49 | 44 | 43 | 22 | 16 | 41 | –  | 51 | 41 | 53 | 32 | 11 | 21  | 25 | 9  | 36 | 12 | 13 | 32  | –  |
| M. Hojnisz          | 12 | 38 | 56 | 28 | –  | –  | 42 | 18 | –  | 49 | 49 | 20 | 18 | 37 | 34  | –  | 16 | 46 | 50 | 43 | 52  | –  |
| P. Hojnisz          |    | –  | 95 | –  | –  | –  | –  | –  | –  | –  | –  | –  | –  | –  | –   | –  | –  | –  | –  | –  | –   | –  |
| Nowakowska-Ziemniak | 82 | 61 | 9  | 17 | –  | –  | 8  | 10 | 29 | 20 | 24 | 36 | 15 | 56 | DNS | 13 | 17 | 24 | 21 | 46 | DNF | 26 |
| Pałka               | 26 | 34 | 11 | 3  | 9  | 18 | 23 | 17 | 6  | 48 | 26 | 33 | 33 | 36 | DNS | 22 | –  | 50 | 45 | 26 | 28  | 22 |

Mężczyźni
| Zawodnik  | IN | SP | SP | PU | SP  | PU | SP | PU | MS | IN | PU | SP | PU | SP | PU | MS | SP | SP | PU | SP | PU | MS |
| Guzik     | –  | –  | –  | –  | 101 | –  | –  | –  | –  | –  | –  | –  | –  | –  | –  | –  | –  | –  | –  | –  | –  | –  |
| Janik     | –  | –  | –  | –  | –   | –  | –  | –  | –  | –  | –  | –  | –  | –  | –  | –  | 85 | 86 | –  | 95 | –  | –  |
| Penar     | –  | –  | –  | –  | –   | –  | –  | –  | –  | –  | –  | –  | –  | –  | –  | –  | 86 | 85 | –  | 97 | –  | –  |
| Pływaczyk | 49 | 91 | 80 | –  | 85  | –  | 76 | –  | –  | 72 | –  | 67 | –  | –  | –  | –  | –  | –  | –  | –  | –  | –  |
| Szczurek  | 82 | 92 | 86 | –  | –   | –  | 62 | –  | –  | 78 | –  | 82 | –  | –  | –  | –  | –  | –  | –  | –  | –  | –  |

### Drużynowe
Kobiety
| RL | RL  | RL | RL   |
| -- | --- | -- | ---- |
| 10 | LPD | 9  | odw. |

Mężczyźni
| RL  | RL | RL  | RL |
| --- | -- | --- | -- |
| LPD | –  | LPD | –  |

Sztafety mieszane
| RM  |
| --- |
| LPD |

| Legenda oznaczeń | Legenda oznaczeń                                                          |
| ---------------- | ------------------------------------------------------------------------- |
| SP               | Sprint                                                                    |
| PU               | Bieg pościgowy (na dochodzenie)                                           |
| IN               | Bieg indywidualny                                                         |
| MS               | Bieg masowy                                                               |
| RL               | Sztafeta                                                                  |
| MR               | Sztafeta mieszana                                                         |
| SR               | Pojedyncza sztafeta mieszana                                              |
| DNS              | Zawodnik/czka został/a zgłoszony/a do rywalizacji, ale nie wystartował/a. |
| DNF              | Zawodnik/czka nie ukończył/a biegu.                                       |
| DSQ              | Zawodnik/czka został/a zdyskwalifikowany/a.                               |
| LPD              | Zawodnik/czka został/a zdublowany/a.                                      |
| q                | Zawodnik/czka nie zakwalifikował/a się do biegu pościgowego.              |
| –                | Zawodnik/czka nie startował/a w konkursie.                                |
| odw.             | Zawody zostały odwołane.                                                  |
| Kolory           |                                                                           |
| Złoty            | Pierwsze miejsce                                                          |
| Srebrny          | Drugie miejsce                                                            |
| Brązowy          | Trzecie miejsce                                                           |
| Jasnoniebieski   | miejsca 4 - 40                                                            |
| czerwony         | DSQ, DNF, DNS                                                             |

## Ciekawostki

### Pierwsze zwycięstwo
Zawodnicy, którzy odnieśli pierwsze zwycięstwo w zawodach Pucharu Świata:
- Selina Gasparin (SUI) – sprint w Hochfilzen, jednocześnie jej pierwsze podium[75]
- Johannes Thingnes Bø (NOR) – sprint w Le Grand-Bornand, jednocześnie jego pierwsze podium[76]
- Wałentyna Semerenko (UKR) – bieg pościgowy w Le Grand-Bornand[77], pierwsze podium zanotowała podczas sprintu w Presque Isle w sezonie 2010/2011[78]
- Anaïs Bescond (FRA) – sprint w Anterselvie, jednocześnie jej pierwsze podium[79]
- Lukas Hofer (ITA) – sprint w Anterselvie[80], pierwsze podium zanotował w biegu masowym w Chanty-Mansyjsku w 2011 r[81].
- Simon Schempp (GER) – sprint w Anterselvie[80], pierwsze podium zanotował podczas biegu pościgowego w Oslo w 2010 r[82].
- Katharina Innerhofer (AUT) – sprint w Pokljuce[83], jednocześnie jej pierwsze podium.

### Pierwsze podium
Zawodnicy, którzy po raz pierwszy stanęli na podium:
- Selina Gasparin (SUI) – sprint w Hochfilzen[75]
- Irina Starych (RUS) – sprint w Hochfilzen[75]
- Julija Dżima (UKR) – bieg pościgowy w Hochfilzen[84]
- Johannes Thingnes Bø (NOR) – sprint w Le Grand-Bornand[76]
- Tiril Eckhoff (NOR) – bieg pościgowy w Le Grand-Bornand[77]
- Aleksiej Wołkow (RUS) – bieg maswoy w Oberhofie[85]
- Anaïs Bescond (FRA) – sprint w Anterselvie[79]
- Jean-Guillaume Béatrix (FRA) – bieg pościgowy w Anterselvie[86]
- Katharina Innerhofer (AUT) – sprint w Pokljuce[83]
- Darja Wirołajnen (RUS) – sprint w Pokljuce[83]
- Dorothea Wierer (ITA) – bieg pościgowy w Pokljuce[87]
- Mari Laukkanen (FIN) – sprint w Kontiolahti[88]
- Lowell Bailey (USA)) – drugi sprint w Kontiolahti[89]
- Susan Dunklee (USA) – sprint w Oslo/Holmenkollen[90]

### Rezygnacje po sezonie
Po sezonie 2014/2015, podobnie jak po innych sezonach „olimpijskich” wielu zawodników ogłosiło zakończenie kariery. Byli to:
- Jacquemine Baud (FRA)[91]
- Tora Berger (NOR)[92]
- Carl Johan Bergman (SWE)[93]
- Marie-Laure Brunet (FRA)[94]
- Björn Ferry (SWE)[95]
- Ann Kristin Flatland (NOR)[96]
- Andrea Henkel (DEU)[96]
- Megan Imrie (CAN)[97]
- Jean-Philippe Leguellec[98]
- Rafał Lepel (POL)[99]
- Michela Ponza (ITA)[100]
- Łukasz Słonina (POL)[99]
- Sara Studebaker (USA)[97]
- Christoph Sumann (AUT)[101]
- Jewgienij Ustiugow (RUS)[102]
- Adele Walker (GBR)[97]
- Markus Windisch (ITA)[103]

### Pozycje na podium
| Państwo   | M/K       |    |    |    |
| --------- | --------- | -- | -- | -- |
| Norwegia  | razem 35  | 14 | 10 | 11 |
| Norwegia  | mężczyźni | 11 | 3  | 5  |
| Norwegia  | kobiety   | 3  | 6  | 6  |
| Norwegia  | mieszane  | 0  | 1  | 0  |
| Francja   | razem 18  | 7  | 5  | 6  |
| Francja   | mężczyźni | 6  | 5  | 3  |
| Francja   | kobiety   | 1  | 0  | 3  |
| Francja   | mieszane  | 0  | 0  | 0  |
| Niemcy    | razem 14  | 4  | 6  | 4  |
| Niemcy    | mężczyźni | 2  | 4  | 4  |
| Niemcy    | kobiety   | 2  | 2  | 0  |
| Niemcy    | mieszane  | 0  | 0  | 0  |
| Finlandia | razem 10  | 4  | 4  | 2  |
| Finlandia | mężczyźni | 0  | 0  | 0  |
| Finlandia | kobiety   | 4  | 4  | 2  |
| Finlandia | mieszane  | 0  | 0  | 0  |
| Białoruś  | razem 10  | 4  | 3  | 3  |
| Białoruś  | mężczyźni | 0  | 0  | 0  |
| Białoruś  | kobiety   | 4  | 3  | 3  |
| Białoruś  | mieszane  | 0  | 0  | 0  |
| Czechy    | razem 8   | 4  | 2  | 2  |
| Czechy    | mężczyźni | 0  | 1  | 0  |
| Czechy    | kobiety   | 3  | 1  | 2  |
| Czechy    | mieszane  | 1  | 0  | 0  |

| Państwo    | M/K       |   |    |    |
| ---------- | --------- | - | -- | -- |
| Rosja      | razem 23  | 3 | 10 | 10 |
| Rosja      | mężczyźni | 2 | 6  | 6  |
| Rosja      | kobiety   | 1 | 4  | 4  |
| Rosja      | mieszane  | 0 | 0  | 0  |
| Austria    | razem 7   | 3 | 2  | 2  |
| Austria    | mężczyźni | 2 | 2  | 2  |
| Austria    | kobiety   | 1 | 0  | 0  |
| Austria    | mieszane  | 0 | 0  | 0  |
| Szwecja    | razem 9   | 2 | 4  | 3  |
| Szwecja    | mężczyźni | 2 | 4  | 3  |
| Szwecja    | kobiety   | 0 | 0  | 0  |
| Szwecja    | mieszane  | 0 | 0  | 0  |
| Ukraina    | razem 5   | 2 | 1  | 2  |
| Ukraina    | mężczyźni | 0 | 0  | 0  |
| Ukraina    | kobiety   | 2 | 2  | 2  |
| Ukraina    | mieszane  | 0 | 0  | 1  |
| Słowacja   | razem 3   | 2 | 1  | 0  |
| Słowacja   | mężczyźni | 0 | 0  | 0  |
| Słowacja   | kobiety   | 2 | 1  | 0  |
| Słowacja   | mieszane  | 0 | 0  | 0  |
| Szwajcaria | razem 2   | 2 | 0  | 0  |
| Szwajcaria | mężczyźni | 0 | 0  | 0  |
| Szwajcaria | kobiety   | 2 | 0  | 0  |
| Szwajcaria | mieszane  | 0 | 0  | 0  |

| Państwo           | M/K       |   |   |   |
| ----------------- | --------- | - | - | - |
| Słowenia          | razem 4   | 1 | 2 | 1 |
| Słowenia          | mężczyźni | 1 | 1 | 1 |
| Słowenia          | kobiety   | 0 | 1 | 0 |
| Słowenia          | mieszane  | 0 | 0 | 0 |
| Włochy            | razem 2   | 1 | 0 | 1 |
| Włochy            | mężczyźni | 1 | 0 | 0 |
| Włochy            | kobiety   | 0 | 0 | 1 |
| Włochy            | mieszane  | 0 | 0 | 0 |
| Stany Zjednoczone | razem 3   | 0 | 0 | 3 |
| Stany Zjednoczone | mężczyźni | 0 | 0 | 3 |
| Stany Zjednoczone | kobiety   | 0 | 0 | 0 |
| Stany Zjednoczone | mieszane  | 0 | 0 | 0 |
| Polska            | razem 1   | 0 | 0 | 1 |
| Polska            | mężczyźni | 0 | 0 | 0 |
| Polska            | kobiety   | 0 | 0 | 1 |
| Polska            | mieszane  | 0 | 0 | 0 |

| Miejsce | Państwo           |    |    |    | Razem |
| ------- | ----------------- | -- | -- | -- | ----- |
| 1       | Norwegia          | 14 | 10 | 11 | 35    |
| 2       | Francja           | 7  | 5  | 6  | 18    |
| 3       | Niemcy            | 4  | 6  | 4  | 14    |
| 4       | Finlandia         | 4  | 4  | 2  | 10    |
| 5       | Białoruś          | 4  | 3  | 3  | 10    |
| 6       | Czechy            | 4  | 2  | 2  | 8     |
| 7       | Rosja             | 3  | 10 | 10 | 23    |
| 8       | Austria           | 3  | 2  | 2  | 7     |
| 9       | Szwecja           | 2  | 4  | 3  | 9     |
| 10      | Ukraina           | 2  | 2  | 3  | 7     |
| 11      | Słowacja          | 2  | 1  | 0  | 3     |
| 12      | Szwajcaria        | 2  | 0  | 0  | 2     |
| 13      | Słowenia          | 1  | 2  | 1  | 4     |
| 14      | Włochy            | 1  | 0  | 1  | 2     |
| 15      | Stany Zjednoczone | 0  | 0  | 3  | 3     |
| 16      | Polska            | 0  | 0  | 1  | 1     |
| razem   |                   | 53 | 51 | 52 | 156   |